# Pistoleros
|  | Denne artikel er oprettet af botten PalnaBot ud fra en ekstern database. Den kan derfor have sproglige fejl eller mangler. Denne skabelon kan fjernes efter kontrol af indholdet. |

Pistoleros er en film instrueret af Shaky González efter manuskript af Shaky González.

## Handling
Lurvede forbrydere, med den legendariske gangsterkonge Frank Lowies i spidsen, farer rundt i København og slås om fem millioner kroner, som måske og måske ikke er blevet skjult efter et røveri.